# Université de Chiraz
L'université de Chiraz (en persan : دانشگاه شیراز Dāneshgāh-e-Shirāz), anciennement connue comme l'université Pahlavi, est une université publique située à Chiraz, en Iran. Dans le dernier classement des universités iraniennes basée sur la production scientifique, l'université de Shiraz est classée troisième parmi les meilleurs axes de recherche et les écoles de la nation. Dans le premier classement des universités d'État et parmi près de 70 universités et instituts d'enseignement supérieur, l'université de Chiraz est classée comme première.
L'université de Pennsylvanie (Penn) a aidé le gouvernement iranien dans l'établissement d'un enseignement supérieur à l'américaine pour une université. Penn est ainsi devenu très influent dans l'élaboration de nombreuses sections de l'université Pahlavi. L'université de Chiraz a le deuxième plus grand campus de l'Iran. Il a été initialement conçu par l'architecte américain Minoru Yamasaki, qui avait également conçu le World Trade Center.
L'université de Chiraz fut la première à mettre en place des programmes de doctorat en Iran. Actuellement, l'université dispose de plus de 20 000 étudiants, avec 200 programmes de baccalauréats universitaires (B. A., B. Sc.), 300 programmes de masters (M. A., M. Sc.), un programme de diplôme professionnel (doctorat en médecine vétérinaire ou docteur vétérinaire), et 150 programmes Philosophiae doctor.
L'université de Chiraz a la réputation d'une université dure avec de faibles GPA (Grade Point average). Même des universités comme l'université Sharif de la technologie et l'université de Téhéran ne sont pas aussi difficiles que l'université de Chiraz. C'est pourquoi de nombreux étudiants de l'université de Chiraz pensent que leurs notes ne reflètent pas leur rendement scolaire.

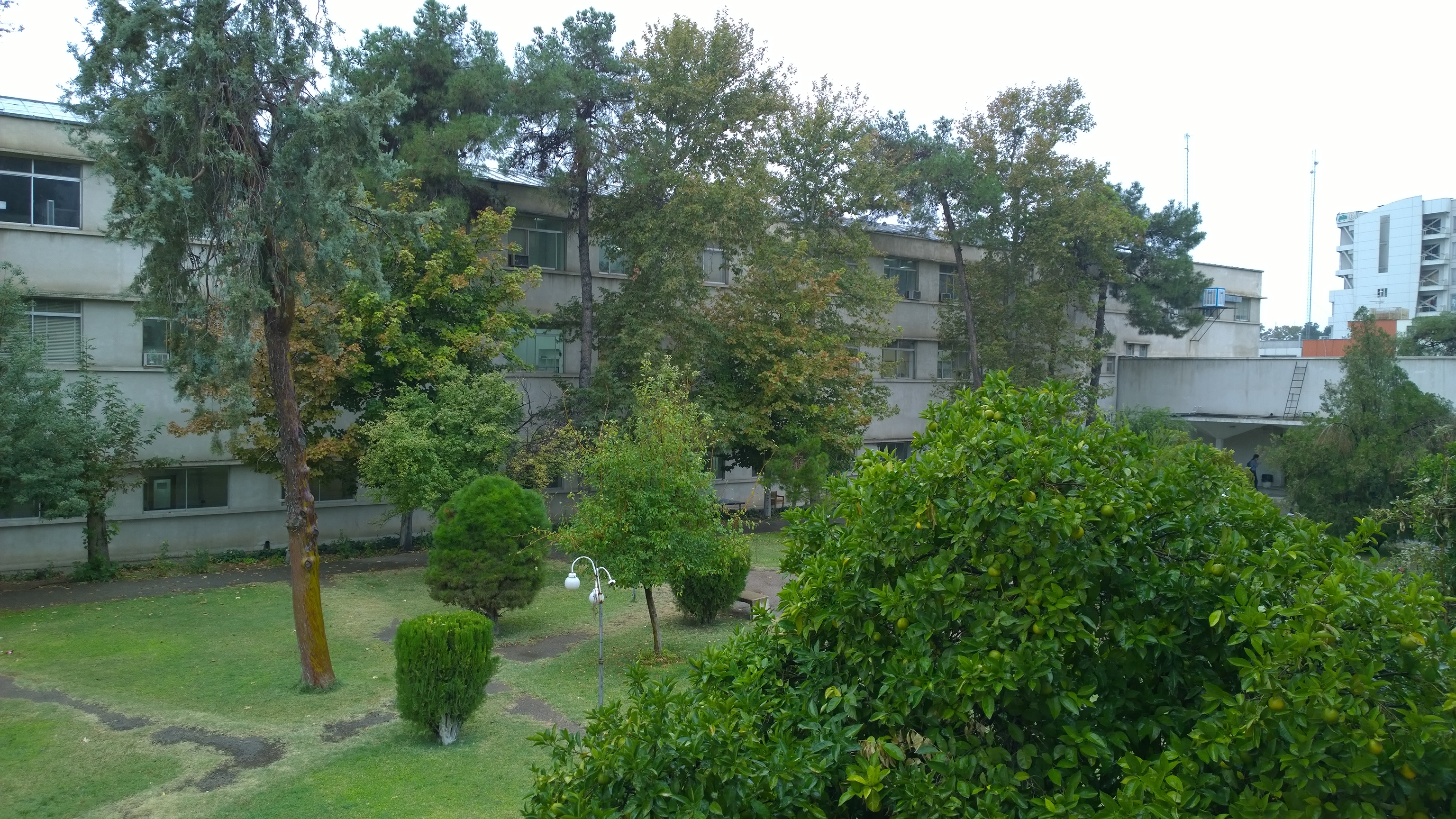
École d’ingénierie de l'université de Chiraz

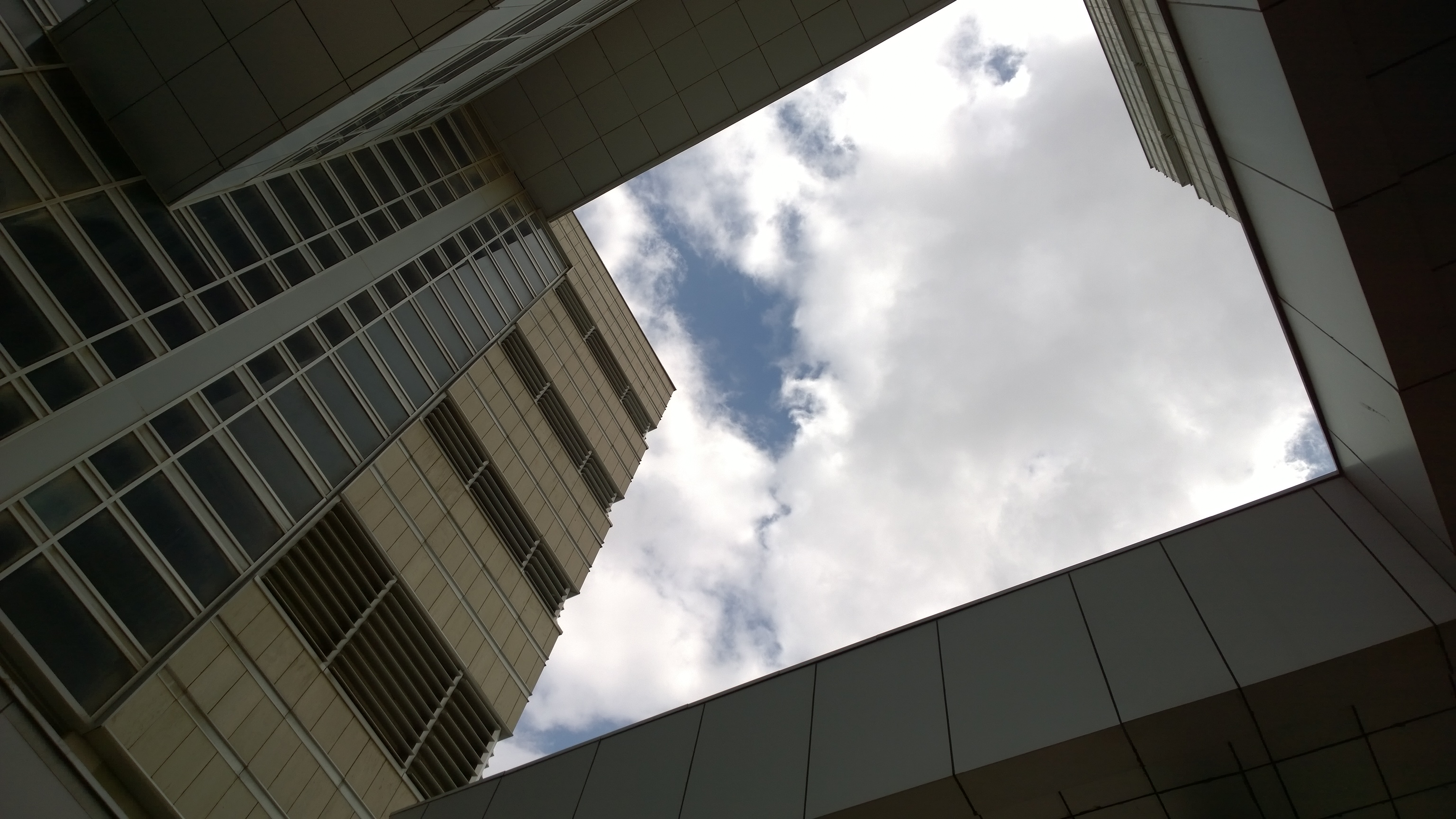
École de génie chimique et pétrolier de l'université de Chiraz

## Histoire

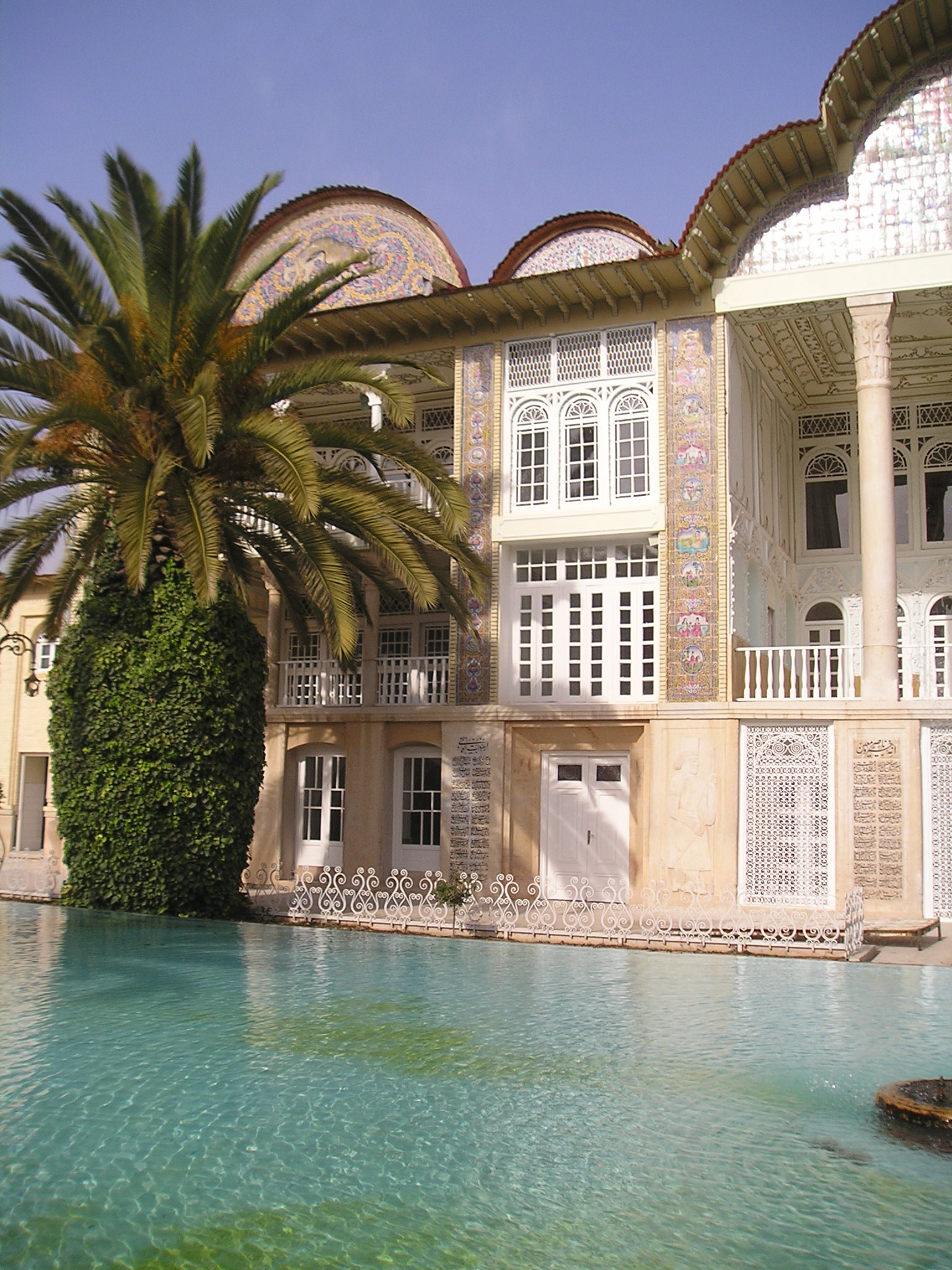
Jardin botanique Eram de l'université de Chiraz

L'université de Chiraz remonte à 1946, avec la création d'un collège technique, visant la formation de spécialistes dans le domaine de la médecine sur un programme de quatre ans.
D'abord appelé l'Institut supérieur de la santé, elle a développé une école de médecine en 1950.
En 1953, l'École Namazi de soins infirmiers et les Collèges d'agriculture et des arts et des sciences furent créés.
Avec l'ajout de l'université d'ingénierie et du Collège de médecine vétérinaire en 1954, l'école fut élevée au rang d'université d'État et nommé d'après la régnante dynastie Pahlavi. Parmi les autres unités qui furent ensuite ajoutés, on trouve la faculté de médecine dentaire, en 1969, l'École des diplômés et le Collège de l'électronique en 1969, l'École d'odontologie en 1970, et les Collèges de la Loi et de l'Éducation en 1977.
En 1960, Mohammed Reza Pahlavi invita le président Gaylors Harnwell de l'université de Pennsylvanie à venir en Iran pour examiner les institutions de l'enseignement supérieur iranien. Harnwell prépara un rapport à la demande du Shah, nommé Un modèle pour une nouvelle université en Iran, et le Shah décida par la suite que Penn pourrait aider le gouvernement iranien dans la transformation de l'université Pahlavi en la seule institution d'enseignement supérieur iranienne au style américain. L'université de Pennsylvanie (Penn) est ainsi devenu très influente dans l'élaboration de nombreuses sections de l'université Pahlavi. De nombreux membres du corps professoral de l'université Penn furent donc envoyés à Chiraz pour enseigner et mener des recherches à l'université, et un vaste programme d'échange fut créé. Le président de l'université de Pennsylvanie décerna même un doctorat honorifique à Chiraz, en reconnaissance de l'aide de Penn à l'université Pahlavi.
Après la Révolution islamique en 1979, qui a renversé la dynastie des Pahlavi, des changements radicaux furent mis en œuvre dans toutes les universités. Le nom de l'université Pahlavi fut immédiatement changé en université de Chiraz. Toutes les universités ont été fermées pendant trois ans dans ce qu'on appelle la Révolution culturelle iranienne de 1980-1987 afin d'islamiser toutes les universités.

### Sceau
Le sceau officiel de l'université de Chiraz sert de signature et est le symbole de l'authenticité sur les documents émis par l'école. Avant la Révolution islamique en Iran, un logo fut utilisé comme le logo officiel de l'université Pahlavi, inspiré par Persépolis. Le logo inscrivait deux mots ; Sagesse et Effort. Cependant, après la révolution, ce logo changea également.

## Anciens étudiant notables
- Asadollah Alam, homme politique iranien
- Mohsen Kadivar, philosophe et théologien politique
- Massoud Ali Mohammadi, physicien iranien
- Iraj Bashiri, professeur d'histoire
- Gholam Ali Haddad-Adel, homme politique iranien
- Mansoor Hekmat, homme politique iranien
- Mohammad Torbati, chercheur en études mondiales et politiques, fondateur de la Scientific Association of Global Studies